# 영암 사자사 목탑지
영암 사자사 목탑지(靈巖 師子寺 木塔址)는 대한민국 전라남도 영암군 영암읍 개신리, 사자사(師子寺)라는 절터에 있는 다층의 목탑 유구이다. 2001년 12월 13일 전라남도의 기념물 제197호로 지정되었다.

## 개요
사자사(師子寺)라는 절터에 있는 다층의 목탑 유구이다. 사자사지는 월출산 사자봉에 있는데 그동안 천황사라고 불리어 오다가 발굴 조사에서 ‘사자사’라는 명문이 출토됨으로써 절이름이 밝혀졌다. 목탑지에서 통일신라 후기에 조성된 기와들이 발견되어 이때 사자사가 창건된 것으로 보인다.
목탑지의 기단은 한변의 길이가 10.5∼10.8m로 거의 정사각형을 이루고 있다. 남쪽과 서쪽은 장대석과 할석들로 단면 장방형으로 쌓아 만들었다. 기초를 이루는 초석은 양면 각각 4개가 아주 정연하게 노출되었는데 남서쪽 모서리 1개만 유실되고 없다. 각 초석 간의 거리는 약170cm이며, 양 모서리 초석간의 거리는 약 5.2m로 역시 정사각형을 이루어 이 목탑은 앞면 옆면 모두 3칸 건물임을 알 수 있다. 동북쪽 모서리 초석과 기단 모서리 사이에 활주의 초석으로 보이는 초석이 놓여 있다.
목탑의 중심부를 이룬 심초 부분은 가묘가 있는데 현재 심초석은 보이지 않았으나 잔 할석들이 일부 깔려 있어 심초석과 사리장치 등이 있었던 것으로 보인다. 계단석 북쪽 부분에서 방형의 사리공이 있는 석재가 있었는데 바로 심초석 아래에 있었던 것으로 생각된다. 계단이 있는 서쪽 기단에서 28.2m 떨어진 곳에 법당터로 보이는 건물터가 있다. 목탑지에서 출토된 유물로는 와편, 청자편, 철못, 청동화염문편 등이다.
목탑지 유구의 창건은 출토 유물로 볼 때 고려 전기인 11세기 경에 조성된 것으로 여겨지며, 기단과 초석들이 거의 완전하게 남아 있어 우리나라 목탑 연구에 귀중한 자료이다.

## 참고 자료
- 영암사자사목탑지 - 국가유산청 국가유산포털